# Retablo cerámico de Santa Lucía
El retablo cerámico de Santa Lucía, en Villahermosa del Río, en la comarca del Alto Mijares es un panel cerámico ritual, catalogado, de manera genérica, como Bien de Relevancia Local según la Disposición Adicional Quinta de la Ley 5/2007, de 9 de febrero, de la Generalitat, de modificación de la Ley 4/1998, de 11 de junio, del Patrimonio Cultural Valenciano (DOCV Núm. 5.449 / 13/02/2007).

## Descripción
Se trata de un retablo con forma cuadrada de 0.4 metros de lado, constituido por seis piezas de dimensiones diferentes, unas cuadradas de 0.2 metros de lado y otras rectangulares de 0.1x 0.2 metros. Todas las piezas se ubican en una hornacina con forma de arco de medio punto y aspecto de retablo con entablamento en el que se distinguen los dos capiteles sobre los que debía apoyarse.
La obra se encuentra en la fachada del edificio sito en la calle San Julián número 8, y presenta a la santa de pie, vestida con túnica amarilla y manto rosado. Lleva en, su mano izquierda, un platillo con los dos ojos, mientras que con la derecha lleva la palma que simboliza el martirio. La imagen se enmarca en un paisaje estrellado en el que se ven el mar y las montañas, y dos matas en primera línea de visión. Está rodeada de una orla en la que grandes hojas se alternan con pequeñas hojas, ambas de tonos marrones, hechas con la técnica de estarcido.
El retablo presenta una inscripción abajo con el nombre de la Santa y una firma en el lado inferior derecho consistente en “A¿”.